# Laktol

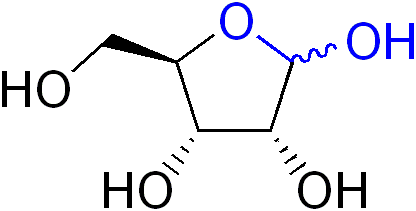
Ribos med laktolgruppen blåmarkerad.

Laktol är en funktionell grupp inom den organiska kemin. Gruppen är en hemiacetal som är del av en ring. Laktoler står vanligen i jämvikt med sin ringöppna form, d.v.s. hydroxialdehyden eller -ketonen. Eftersom hemiacetalkolet binder fyra olika grupper är laktoler kirala föreningar. Gruppen är vitt förekommer i naturen och många socker föreligger som laktoler.